# Vila caecilia
Vila caecilia är en fjärilsart som beskrevs av Felder 1862. Vila caecilia ingår i släktet Vila och familjen praktfjärilar. Inga underarter finns listade i Catalogue of Life.